# Anchang, Zhejiang
Anchang är en köping i Kina. Den ligger i provinsen Zhejiang, i den östra delen av landet, omkring 33 kilometer öster om provinshuvudstaden Hangzhou. Antalet invånare är 60 936. Befolkningen består av 29 733 kvinnor och 31 203 män. Barn under 15 år utgör 12,0 %, vuxna 15-64 år 80 %, och äldre över 65 år 7,0 %.
Runt Anchang är det mycket tätbefolkat, med 7 216 invånare per kvadratkilometer. Närmaste större samhälle är Shaoxing, 17,8 km sydost om Anchang. Runt Anchang är det i huvudsak tätbebyggt.
Genomsnittlig årsnederbörd är 1 912 millimeter. Den regnigaste månaden är juni, med i genomsnitt 316 mm nederbörd, och den torraste är november, med 74 mm nederbörd.